# Сельское поселение Каменный Брод
Сельское поселение Каменный Брод — муниципальное образование в Челно-Вершинском районе Самарской области.
Административный центр — село Каменный Брод.

## Административное устройство
В состав сельского поселения Каменный Брод входят:
- село Каменный Брод,
- село Красная Багана,
- село Новая Таяба.